# Rafael Cuevas
Rafael Cuevas Jaimes (Jiutepec, Morelos, 16 de junio de 1980) es un portero de fútbol mexicano.

## Trayectoria
Portero talentoso que debuta con Atlante en el Verano 2002. Le llaman el "Higuita" y aunque ha visto poca actividad en Primera División, es un arquero con mucho futuro que permanece como suplente esperando una oportunidad para tener mayor regularidad.

### Clubes
| Club                   | País                | Año         | Partidos |
| ---------------------- | ------------------- | ----------- | -------- |
| Club de Fútbol Atlante | México              | 2001 - 2008 | 28       |
| Potros Chetumal        | México              | 2009        | 23       |
| Atlante UTN            | México              | 2009        | 0        |
| Total en su carrera    | Total en su carrera | 2001 - 2009 | 51       |